# Сімен-Васький автономний повіт
22°38′51″ пн. ш. 99°35′56″ сх. д. / 22.64739° пн. ш. 99.5988° сх. д.
Сімен-Васький автономний повіт (кит. 西盟佤族自治县, пін. Xīméng Wăzú Zìzhìxiàn) — один із повітів КНР у складі префектури Пуер, провінція Юньнань. Адміністративний центр — містечко Менсо.

## Географія
Сімен-Васький автономний повіт лежить на захід від Юньнань-Гуйчжоуського плато в горах Ава (англ. Awa mountains).

### Клімат
Повіт знаходиться у зоні, котра характеризується океанічним кліматом субтропічних нагір'їв. Найтепліший місяць — червень із середньою температурою 22,7 °C. Найхолодніший місяць — січень, із середньою температурою 14,3 °С.
| Клімат повіту Сімен-Ва  | Клімат повіту Сімен-Ва | Клімат повіту Сімен-Ва | Клімат повіту Сімен-Ва | Клімат повіту Сімен-Ва | Клімат повіту Сімен-Ва | Клімат повіту Сімен-Ва | Клімат повіту Сімен-Ва | Клімат повіту Сімен-Ва | Клімат повіту Сімен-Ва | Клімат повіту Сімен-Ва | Клімат повіту Сімен-Ва | Клімат повіту Сімен-Ва | Клімат повіту Сімен-Ва |
| Показник                | Січ.                   | Лют.                   | Бер.                   | Квіт.                  | Трав.                  | Черв.                  | Лип.                   | Серп.                  | Вер.                   | Жовт.                  | Лист.                  | Груд.                  | Рік                    |
| Середній максимум, °C   | 22,3                   | 24,5                   | 27,2                   | 29                     | 27,8                   | 27,1                   | 26,3                   | 27,2                   | 27,2                   | 26,2                   | 23,7                   | 21,7                   | 25,9                   |
| Середня температура, °C | 14,3                   | 16,1                   | 19,1                   | 21,4                   | 22,1                   | 22,7                   | 22,5                   | 22,7                   | 22,1                   | 20,8                   | 17,2                   | 14,6                   | 19,6                   |
| Середній мінімум, °C    | 9,3                    | 10,2                   | 13,1                   | 15,9                   | 18,2                   | 20,1                   | 20,2                   | 20,1                   | 19,2                   | 17,6                   | 13,4                   | 10,5                   | 15,7                   |
| Норма опадів, мм        | 11.3                   | 21.4                   | 27.4                   | 84.6                   | 195.3                  | 442.1                  | 540.5                  | 461.3                  | 277.8                  | 203.7                  | 92.1                   | 25.7                   | 2383.2                 |
| Вологість повітря, %    | 75                     | 65                     | 62                     | 66                     | 78                     | 86                     | 89                     | 87                     | 84                     | 83                     | 81                     | 80                     | 78                     |
| ----------------------- | ---------------------- | ---------------------- | ---------------------- | ---------------------- | ---------------------- | ---------------------- | ---------------------- | ---------------------- | ---------------------- | ---------------------- | ---------------------- | ---------------------- | ---------------------- |
| Джерело: data.cma.cn    |                        |                        |                        |                        |                        |                        |                        |                        |                        |                        |                        |                        |                        |